# Kaleidoscope (groupe britannique)
Pour le groupe américain, voir Kaleidoscope (groupe américain). Pour les autres significations, voir Kaléidoscope (homonymie).
Kaleidoscope est un groupe britannique de rock, originaire de Londres, en Angleterre. Il est mené par Peter Daltrey et Eddy Pumer, et en activité entre 1967 et 1969. Le groupe incorpore des éléments de musique psychédélique à ses paroles,. Le groupe est aussi surnommé The Sidekicks, The Key, I Luv Wight et Fairfield Parlour.

## Historique
Jouant depuis 1963 sous le nom The Sidekicks, ils deviennent The Key en novembre 1965, avant de se rebaptiser définitivement Kaleidoscope alors qu'ils signent avec le label Fontana Records en janvier 1967 avec l'aide de l'éditeur Dick Leahy,. Le groupe comprend Eddy Pumer à la guitare, Steve Clark à la basse et à la flûte, et Danny Bridgman à la batterie, et le chanteur Peter Daltrey,.
La plupart des chansons du groupe étaient écrites par Pumer pour la musique et Daltrey pour les paroles. Mais ce duo n'a pas la verve des autres duo de l'époque McCartney/Lennon ou Jagger/Richards. De même leur premier album paraît en 1967 et est éclipsé par les sorties de Days of Future Passed des Moody Blues et Sgt Peppers Lonely Hearts Club Band des Beatles, entre autres.
Les harmonies et les orchestrations sont riches mais le groupe n'a pas de style vraiment défini, ce qui l'empêche de vraiment percer dans le milieu. Les morceaux oscillent entre le rock psychédélique (Kaleidoscope, Music), la musique pop (Black Fjord), acoustique (Poem, I'll Kiss you once) et aussi orchestrale (The Sky Children, Balloon). Pour se faire une bonne idée du groupe, il faut écouter les titres The Sky Children (album Tangerine Dream, 1967), Music (album Faintly Blowing, 1969) et Do it again for Jeffrey (45 tours 1969).
En 1970, signé par le label Vertigo, le groupe change de nom et devient Fairfield Parlour, participe au Festival de l'île de Wight 1970 (le 28 août avec Procol Harum et Family) et publie un album From Home to Home. Leur musique devient un peu plus progressive, mais la chance ne tourne toujours pas en leur faveur et de ce fait le second album enregistré en 1970 par le groupe Fairfield Parlour (White-faced Lady) n'est pas publié. Il ne sort qu'en 1991 sous le nom Kaleidoscope. La même année, le groupe change encore de nom et devient I Luv Wight, le temps d'interpréter un 45 tours qui n'est autre que le thème du festival de Wight (Let the World Wash In/Medieval Masquerade). Le second titre de ce 45 tours est joué entre autres à la guitare classique, la flûte et au clavecin. Quel que soit le nom que le quatuor a porté, les musiques et les influences sont restées les mêmes (seule la version de Bordeaux rose de 1976 a un son différent proche des sonorités de la décennie suivante).
En 2003, le label indépedant Circle sort les sessions radio BBC 1967-1971 de Kaleidoscope et Fairfield Parlour en un album intitulé Please Listen to the Pictures.

## Discographie

### Albums studio
- 1967 : Tangerine Dream (Fontana, 24 novembre)
- 1969 : Faintly Blowing (Fontana, 11 avril)
- 1970 : White Faced Lady (enregistré en 1970 mais publié en 1991 ; The Kaleidoscope Record Company, 14 février 1991)
- 1970 : From home to home (Fairfield Parlour)
- 2003 : Please Listen to the Pictures (enregistrements à la BBC entre 1967 et 1971 ; Circle Records, 1er septembre)

### Singles
Kaleidoscope
- 1967 : Flight from Ashiy / Holidaymaker (15 septembre 1967)
- 1968 : A Dream for Julie / Please Excuse My Face (26 janvier 1968)
- 1968 : Jenny Artichoke / Just How Much You Are (6 septembre 1968)
- 1968 : Flight from Ashiya / (Further Reflections) In the Room of Percussion (uniquement aux Pays Bas) (1968)
- 1969 : Do It Again for Jeffrey / Poem
- 1969 : Balloon / If You So Wish
- 1989 : Nursey, Nursey

Fairfield Parlour
- 1970 : Bordeaux Rose / Chalk on the Wall
- 1970 : Emily / Sunnyside Circus (en Australie seulement)
- 1970 : In My Box / Glorious House of Arthur (45 tour promotionnel en France uniquement)
- 1970 : Just Another Day / Caraminda / I Am All the Animals / Song for You
- 1970 : Eyewitness / Epilog (Japon seulement)
- 1976 : Bordeaux Rose (version réenregistrée) / Baby Stay for Tonight
- 1976 : Bordeaux Rose / Overture to White Faced Lady (1976) (Australie seulement)

I Luv Wight
- 1970 : Let the World Wash In / Medieval Masquerade (Philips)